# Lelego (re di Laconia)
Lelego (in greco antico: Λέλεξ?, Lélex) è un personaggio della mitologia greca. Fu un autoctono della Laconia ed il primo re dei Lelegi.

## Genealogia
Per gli autori più antichi fu un autoctono, ovvero nato dalla terra. Sposò la ninfa naiade Cleocaria o Peridia e fu padre di Milete e Policaone, Bomoloco e Terapne.
Secondo Stefano di Bisanzio è figlio di Sparto e padre di Amicla.

## Mitologia
Fu un eroe della popolazione chiamata lelegi e fu il primo re della Laconia e dopo la sua morte gli abitanti diedero al suo regno il nome di Lelegia. Mileto, il maggiore dei suoi figli, ricevette il regno in successione.
Per lui era stato eretto un heroon a Sparta.